# Gil Ofarim
Gil Doron Reichstadt Ofarim (* 13. srpna 1982, Mnichov) je německý hudebník.
Rodiče: Abi & Sandra 
Sourozenci: Tal Ofarim [bratr] 
Nástroje: Kytara, bubny, klávesy 
Jazyky: angličtina, němčina, hebrejština 
Jeho vzory: Sting, Metallica, Jimi Hendrix, jeho otec – Abi

## Biografie
Už jako malé dítě měl Gil velký zájem o hudbu, silně ovlivněný svým otcem Abim Ofarimem, slavným zpěvákem z pozdních 60. let. Společně s Esther Ofarimovou produkoval Abi hit Cinderella Rockerfella a měl přes 60 zlatých desek. Když byly Gilovi 3 roky, viděl video, na jehož základě rozbil Abiho nejcennější kytaru. Abi byl však ze synova zájmu šťastný a rozhodl se Gila v hudbě dál podporovat.
O 12 let později Gila zastavil v podchodu člověk pracující pro časopis Bravo a nabídl Gilovi roli ve foto-love-story (2 + 2 = láska). Gil jeho nabídku přijal. Následkem toho se rozjela jeho kariéra díky nesmírnému ohlasu lidí na tuto foto-love-story, kde Gil hrál muzikanta Tobiase.
Pak se musel Gil rozhodnout, jestli bude muzikant nebo tenista. Gil je opravdu tenisový talent. Jeho trenérem byl kouč Borise Beckera. Nakonec se rozhodl pro hudbu.

## Hudba
Jeho první singl Round´n´Round vyšel v roce 1997 a měl obrovský ohlas. Gil v březnu roku 1998 vydal další singl Never Giving Up Now a v květnu roku 1998 vydal album s názvem Here I Am, se kterým získal zlaté desky v Singapuru, Malajsii, Koreji, a Tchaj-wanu a platinové desky v Thajsku, Indonésii a na Filipínách.
Dva další singly byly vydány v roce 1998, If You Only Knew (květen) se spoluprací s Moffatts, a Talk To You (listopad). Krom toho všeho Gil také hrál v populárním německém seriálu „Gute Zeiten, Schlechte Zeiten“ (dobré časy, špatné časy) a zpíval v charitativních singlech „Let The Music Heal Your Soul“ a také „Children Of The World“ (pro charitu 1998).
Po mnoha zpožděních vyšlo 2. album – Album – v únoru 2000 – o měsíc později než bylo původně v plánu. V porovnání s prvním albem zní toto album zcela jinak.
Gilovo 2. album bylo obrovsky úspěšné v Asii, jediném kontinentu, kde bylo „Album“ vydáno a těšilo se z vysokého rekordního prodeje v různých zemích, totiž Filipíny, Thajsko a Indonésie. Nicméně, ochabující prodej jinde pobízely BMG Germany Gila omezit (ačkoli také je známo, že nesouhlasy v managementu a nedostatek podpory pravděpodobně vedl ke Gilovu odchodu z BMG Germany).
V roce 2003 se Gil pomalu vrátil zpět na scénu pod Neotone. Dostal se z problémů, které měl díky BMG. Musel se potýkat s depresí z jeho neschopnosti přijmout komercialitu. Gil byl odhodlaný vyrazit ještě jednou s celým novým hudebním stylem.
O pár let později Gil natočil film Endlich Sex a v dubnu 2003 vydává po dlouhé době nový singl The Reason a později povedené album On My Own. Jeho další singl s názvem In Your Eyes definitivně ukončil jeho sólovou kariéru a dále Gil působí ve skupině Zoo-Army.

## Diskografie
- Round'n'Round (It Goes) – singl (listopad 1997)
- Never Giving Up Now – singl (březen 1998)
- If You Only Knew – singl (květen 1998)
- Here I Am – album (květen 1998)
- Let The Music Heal Your Soul – naxi-single (1998)
- Children Of The World – album (listopad 1998)
- Talk To You – singl (listopad 1998)
- Walking Down The Line – sngl (červen 1999)
- Out Of My Bed – singl (září 1999)
- The Album – album (2000)
- The Best of Gil – album (2001)
- The Reason – singl (2003)
- On My Own – album (2003)
- In Your Eyes – singl (2004)